# Президент Чаду
Президент Республіки Чад — найвища посадова особа держави Чад. Згідно з останньою редакцією конституції 2005 року обирається на всенародних виборах строком на 5 років. Кількість термінів на посаді президента Чаду необмежена. Президент Чаду — голова представницької і виконавчої влади, призначає прем'єр-міністра Чаду. З моменту здобуття незалежності цю посаду займало 6 осіб (не враховуючи одного тимчасового керівника держави). Тільки Гукуні Уеддей перебував на пості 2 строки поспіль.

## Перелік президентів
- 1960—1975 — Томбалбай Франсуа
- 1975 — Ноель Міларе Одінгар
- 1975—1979 — Фелікс Маллум
- 1979 — Гукуні Уеддей
- 1979 — Лоль Могаммед Шава
- 1979—1982 — Гукуні Уеддей (2 — ий раз)
- 1982—1990 — Хіссен Хабре
- 1990—2021 — Ідріс Дебі
- 2021— нині — Магамет Дебі Ітно